# ردول (بيدفوردشير)
ردول (بالإنجليزية: Radwell, Bedfordshire)‏ هي قرية تقع في المملكة المتحدة في شرق انجلترا.